# Nur di Giordania
Nur di Giordania (in arabo الملكة نور‎?, all'anagrafe Lisa Najeeb Halaby; Washington, 23 agosto 1951) è stata regina consorte di Giordania dal 1978 al 1999, come quarta e ultima moglie di re Husayn.

## Biografia

### Studi, carriera e matrimonio

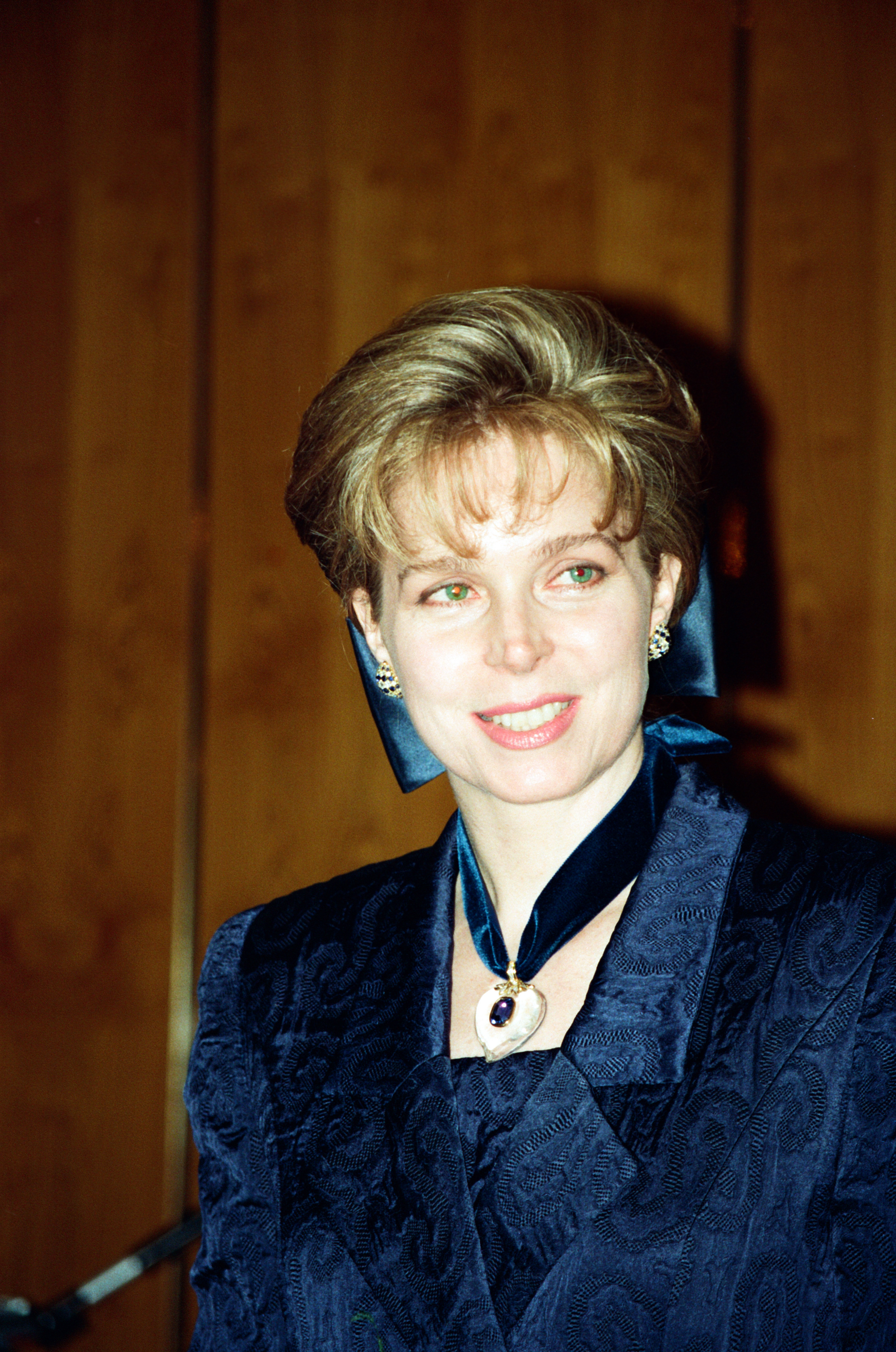
La regina Nur a Brema negli anni '90

Nacque come Lisa Najeeb Halaby nel 1951, figlia di Najeeb, uomo d'affari e aviatore di origini siriane, e di Doris Carlquist (1918-2015), donna di origini svedesi laureatasi in scienze politiche a Washington. Ha un fratello, Christian, e una sorella, Alexa.
Frequentò la National Cathedral School, poi la Chapin School dal 1965 e la Concord Academy dal 1967. Nel 1969 si iscrisse alla Princeton University, dove si laureò in architettura e urbanistica nel 1975.
Lavorò come progettista urbana a Filadelfia, Sydney e Teheran e in seguito entrò nell'Arab Air Service, una società posseduta in parte dal padre. In virtù del suo nuovo lavoro, nel 1977 si recò ad Amman come direttrice del facilities design e dell'architettura presso l'Aeroporto Internazionale Regina Alia.
Fu in quest'occasione che conobbe re Husayn. La coppia si sposò il 15 giugno 1978 ad Amman e, con la sua conversione all'islam prima del matrimonio, adottò il nome arabo di Nur, che significa "Luce".

### Regina di Giordania

#### Anni ottanta

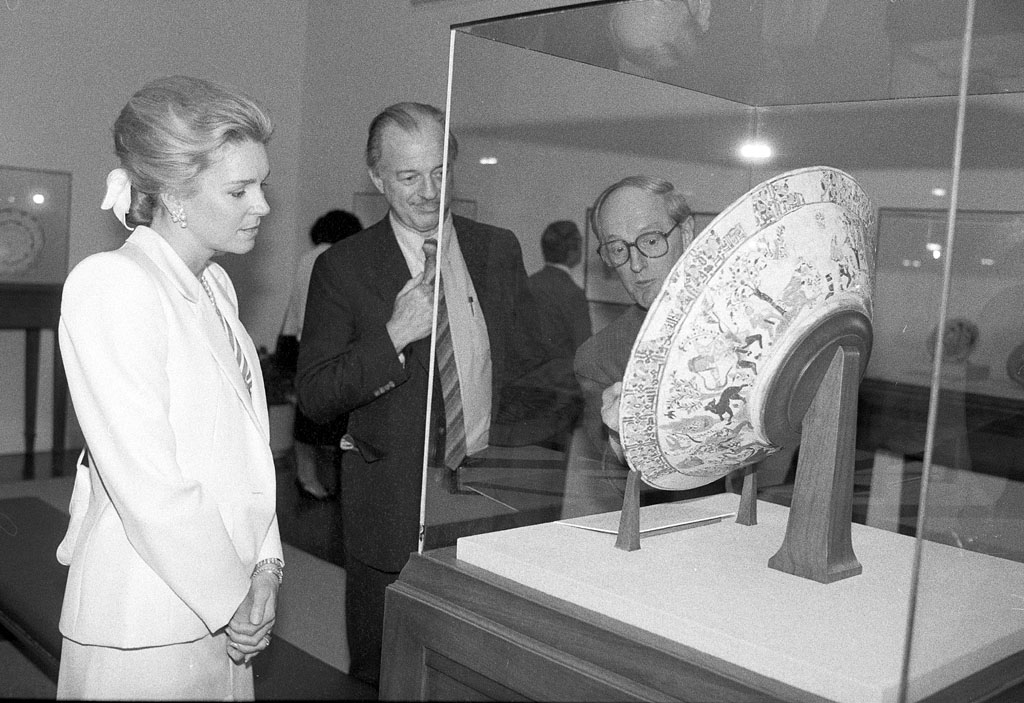
Nur alla Freer Gallery of Art nel 1985

In qualità di regina cominciò a operare nell'ambito dell'infanzia e dell'educazione, istituendo il Royal Endowment for Culture and Education (1979) e il National Music Conservatory (1985). Nel 1980 convocò il primo Congresso dei Bambini Arabi.
Nel 1985 creò la Noor Al Hussein Foundation, per far convergere le sue iniziative in un'organizzazione unica. Dal 1989 è patrona e presidentessa onoraria del Petra National Trust.

#### Anni novanta

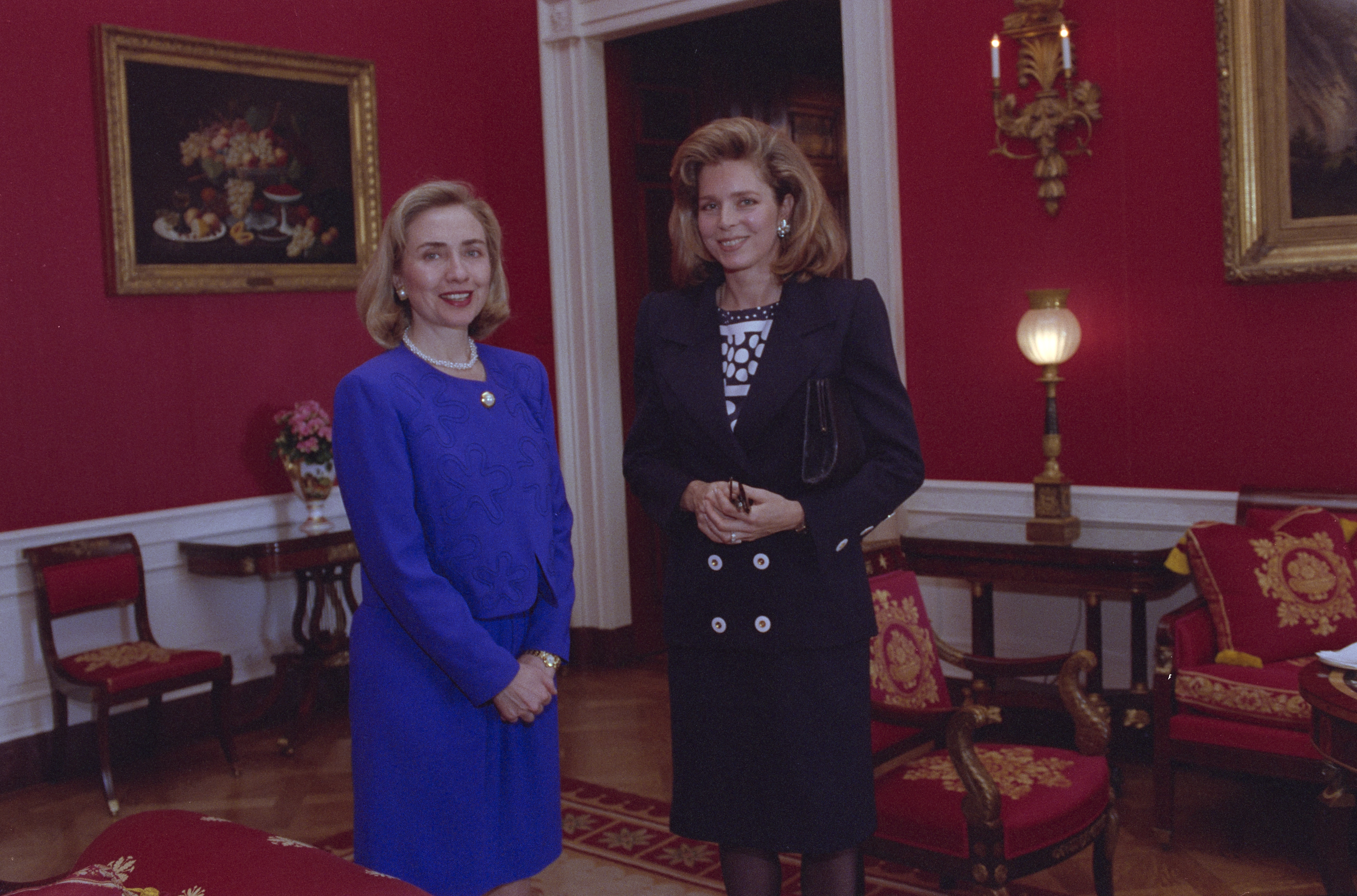
Hillary Clinton e la regina Nur, 1993

Nel 1990 fu a capo della Commissione Nazionale Giordana, che sviluppò la Legge sull'Ambiente e la Strategia Nazionale per l'Ambiente. Nel 1993 istituì la Jubilee School for gifted students e nel 1995 divenne presidentessa del movimento United World College e della Task Force Nazionale per i Bambini.
L'anno seguente svolse una visita nei Balcani, come membro di una missione umanitaria inviata per dare sostegno ai sopravvissuti del massacro di Srebrenica. In seguito lavorò con le famiglie delle vittime, in qualità di Commissaria della Commissione internazionale per le persone scomparse.
Alla fine degli anni '90 cominciò a impegnarsi contro la diffusione delle mine antiuomo con il Landmine Survivors Network. È stata consulente presso la Campagna Internazionale per la messa al bando delle Mine antiuomo e premette affinché la Giordania ratificasse il Trattato di Ottawa, nel 1998. Sostiene l'organizzazione Global Zero, contro la proliferazione degli armamenti nucleari.
Alla morte del marito, nel 1999, fondò la King Hussein Foundation, allo scopo di continuare a promuovere cause umanitarie.

### Anni duemila

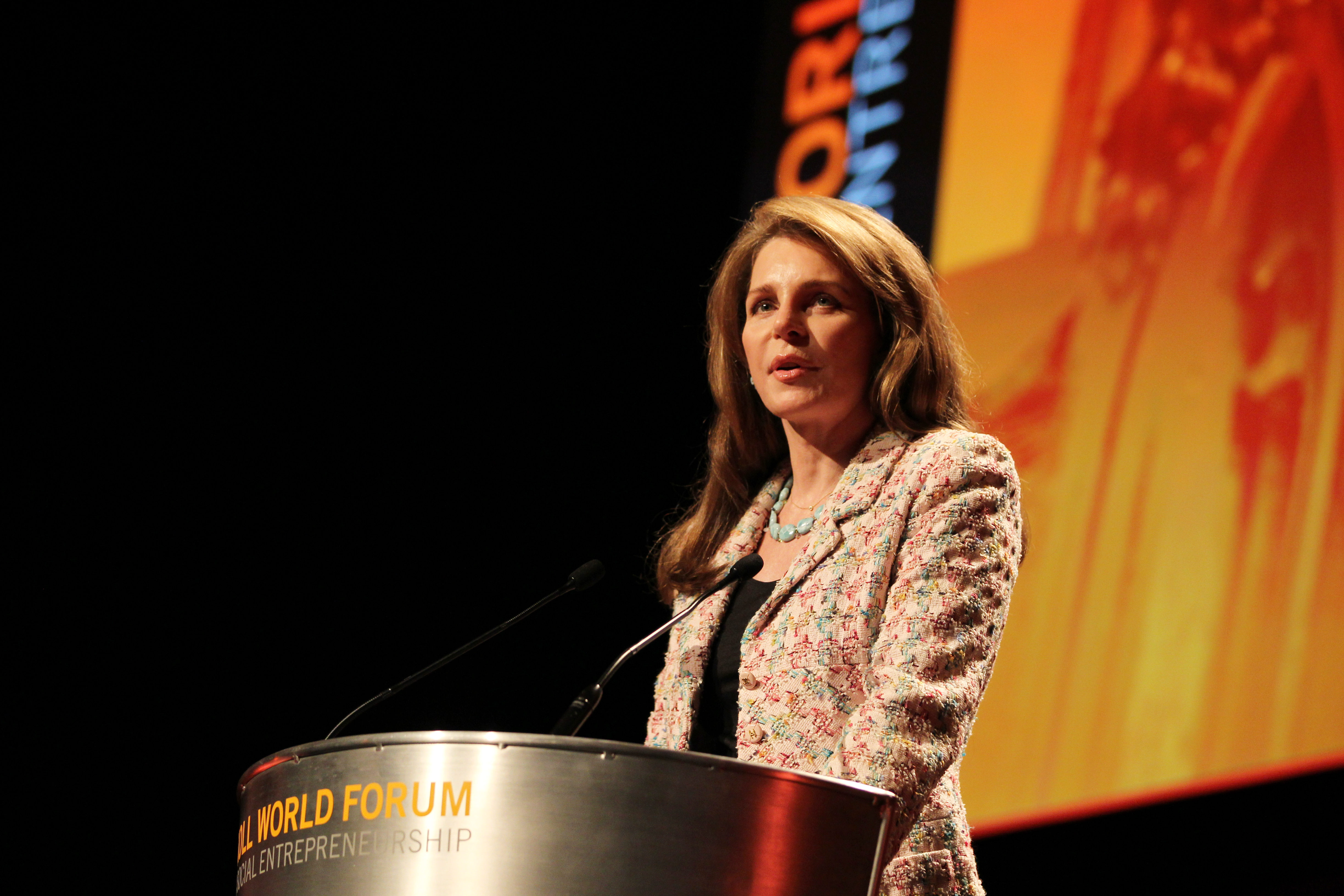
La regina Nur nel 2011

Con la King Hussein Foundation lanciò nel 2007 il Media and Humanity Program in collaborazione con il Tribeca Film Festival di New York, con l'obiettivo di realizzare progetti cinematografici che colmassero divisioni politiche e culturali, specie nel mondo mediorientale e islamico.
Nello stesso ambito ha co-fondato l'Alliance of Civilizations Media Fund, che nel 2009 si è unita all'azienda Soliya, per promuovere i contenuti multimediali che contribuiscono a migliorare il dialogo tra culture diverse. Nel 2003 pubblicò la sua autobiografia e nel 2015 ricevette il Woodrow Wilson Award dalla Princeton University.
Nell'aprile 2021, in seguito all'arresto del figlio Hamzah per alcune sue dichiarazioni critiche sull'operato del governo, costretto ai domiciliari con l'accusa di aver attentato alla sicurezza dello stato, sono sorti dubbi sulla sua sorte, tanto più che in un tweet ha preso le difese di suo figlio, il quale ha dichiarato che non obbedirà agli ordini dei militari.

## Discendenza
Nur e Husayn di Giordania ebbero due figli e due figlie:
- Principe Hamzah (29 marzo 1980);
- Principe Hashim (10 giugno 1981);
- Principessa Iman (24 aprile 1983);
- Principessa Raiyah (9 febbraio 1986).

## Titoli e trattamento
- 15 giugno 1978 - 7 febbraio 1999: Sua Maestà, la regina di Giordania
- 7 febbraio 1999 - attuale: Sua Maestà, la regina Nur di Giordania

## Ascendenza
|                          |                      |                          | Genitori                     |  |  | Nonni |  |  | Bisnonni     |  |  | Trisnonni |  |
|                          |                      |                          |                              |  |  |       |  |  | Salim Halaby |  |  | ...       |  |
|                          |                      |                          |                              |  |  |       |  |  | Salim Halaby |  |  | ...       |  |
|                          |                      | ...                      |                              |  |  |       |  |  | Salim Halaby |  |  |           |  |
| Najeeb Elias Halaby      |                      |                          |                              |  |  |       |  |  | Salim Halaby |  |  |           |  |
|                          |                      | Almas                    | ...                          |  |  |       |  |  |              |  |  |           |  |
|                          |                      | Almas                    | ...                          |  |  |       |  |  |              |  |  |           |  |
|                          |                      | Almas                    | ...                          |  |  |       |  |  |              |  |  |           |  |
| Najeeb Halaby            |                      | Almas                    |                              |  |  |       |  |  |              |  |  |           |  |
|                          |                      | John Thomas Wilkins      | ...                          |  |  |       |  |  |              |  |  |           |  |
|                          |                      | John Thomas Wilkins      | ...                          |  |  |       |  |  |              |  |  |           |  |
|                          |                      | John Thomas Wilkins      | ...                          |  |  |       |  |  |              |  |  |           |  |
| Laura Wilkins            |                      | John Thomas Wilkins      |                              |  |  |       |  |  |              |  |  |           |  |
|                          |                      | Mamie                    | ...                          |  |  |       |  |  |              |  |  |           |  |
|                          |                      | Mamie                    | ...                          |  |  |       |  |  |              |  |  |           |  |
|                          |                      | Mamie                    | ...                          |  |  |       |  |  |              |  |  |           |  |
| Nur di Giordania         |                      | Mamie                    |                              |  |  |       |  |  |              |  |  |           |  |
|                          | Karl Johan Carlquist | ...                      |                              |  |  |       |  |  |              |  |  |           |  |
|                          | Karl Johan Carlquist | ...                      |                              |  |  |       |  |  |              |  |  |           |  |
|                          | Karl Johan Carlquist | ...                      |                              |  |  |       |  |  |              |  |  |           |  |
| Franklin Elvin Carlquist | Karl Johan Carlquist |                          |                              |  |  |       |  |  |              |  |  |           |  |
|                          |                      | Kristina Sofia Ljunggren | Nils Peter Persson Ljunggren |  |  |       |  |  |              |  |  |           |  |
|                          |                      | Kristina Sofia Ljunggren | Nils Peter Persson Ljunggren |  |  |       |  |  |              |  |  |           |  |
|                          |                      | Kristina Sofia Ljunggren | Sara Månsdotter Casse        |  |  |       |  |  |              |  |  |           |  |
| Doris Carlquist          |                      | Kristina Sofia Ljunggren |                              |  |  |       |  |  |              |  |  |           |  |
|                          |                      | Eli Ackroyd              | ...                          |  |  |       |  |  |              |  |  |           |  |
|                          |                      | Eli Ackroyd              | ...                          |  |  |       |  |  |              |  |  |           |  |
|                          |                      | Eli Ackroyd              | ...                          |  |  |       |  |  |              |  |  |           |  |
| Mae Ethel Ackroyd        |                      | Eli Ackroyd              |                              |  |  |       |  |  |              |  |  |           |  |
|                          |                      | Janet Peddie             | ...                          |  |  |       |  |  |              |  |  |           |  |
|                          |                      | Janet Peddie             | ...                          |  |  |       |  |  |              |  |  |           |  |
|                          |                      | Janet Peddie             | ...                          |  |  |       |  |  |              |  |  |           |  |
|                          |                      | Janet Peddie             |                              |  |  |       |  |  |              |  |  |           |  |